# Joëlle Mbumi Nkouindjin
Joëlle Sandrine Mbumi Nkouindjin (* 25. Mai 1986 in Yaoundé) ist eine kamerunische Weit- und Dreispringerin.

## Sportliche Laufbahn
Erste internationale Erfahrungen sammelte Joëlle Mbumi Nkouindjin bei den Afrikameisterschaften 2010 in Nairobi, bei denen sie mit 6,05 m den fünften Platz belegte und im Dreisprung mit einer Weite von 12,67 m Zehnte wurde. Im Jahr darauf erreichte sie bei den Militärweltspielen in Rio de Janeiro die Ränge neun und zehn und wurde anschließend bei den Afrikaspielen in Maputo mit 6,35 m Vierte im Weitsprung und mit 13,32 m Fünfte im Dreisprung. Bei den Afrikameisterschaften in Porto-Novo mit 5,69 m in der Weitsprungqualifikation aus und klassierte sich mit 12,32 m im Dreisprung auf dem elften Rang. 2013 gewann sie bei den Spielen der Frankophonie mit 13,44 m die Bronzemedaille im Dreisprung und wurde mit einem Sprung auf 6,02 m Neunte im Weitsprung. 2014 nahm sie erstmals an den Commonwealth Games in Glasgow teil und belegte mit 13,48 m den siebten Platz im Drei- sowie mit 6,18 m den elften Platz im Weitsprung. Anschließend siegte sie mit 14,02 m Afrikameisterschaften in Marrakesch im Dreisprung und gewann mit 6,25 m Bronze im Weitsprung hinter den Nigerianerinnen Ese Brume und Chinaza Amadi. Beim Leichtathletik-Continentalcup ebendort wurde sie in beiden Disziplinen jeweils Sechste.
2015 schied sie beim Dreisprung der Weltmeisterschaften in Peking mit 13,06 m in der Qualifikation aus. Bei den Afrikaspielen in Brazzaville holte sie mit 13,75 m Gold im Dreisprung und mit 6,31 m ursprünglich Silber im Weitsprung. Jedoch wurde die siegreiche Nigerianerin Amadi wegen Dopings disqualifiziert und die Goldmedaille Mbumi zugesprochen. Im Jahr darauf gewann sie bei den Afrikameisterschaften in Durban mit 6,39 m die Silbermedaille im Weitsprung hinter Brume und mit 13,37 m auch im Dreisprung hinter der Ghanaerin Nadia Eke. Sie qualifizierte sich auch für die Olympischen Spiele in Rio de Janeiro, bei denen sie aber mit 13,11 m in der Qualifikation ausschied. 2017 gewann sie bei den Islamic Solidarity Games in Baku mit 12,84 m die Silbermedaille hinter der Senegalesin Sangoné Kandji. Zudem wurde sie mit 5,88 m im Weitsprung Sechste. Anschließend gewann sie bei den Spielen der Frankophonie in Abidjan in beiden Disziplinen jeweils die Silbermedaille. 2018 nahm sie erneut an den Commonwealth Games im australischen Gold Coast teil, wurde dort mit 13,45 m Siebte im Dreisprung und schied mit 6,02 m im Weitsprung in der Qualifikation aus. Im Jahr darauf klassierte sie sich bei den Afrikaspielen in Rabat mit 12,72 m auf dem achten Rang im Dreisprung, wie auch mit 6,03 m im Weitsprung.
2019 wurde Mbumi Nkouindjin kamerunische Meisterin im Weit- und Dreisprung.

## Persönliche Bestleistungen
- Weitsprung: 6,65 m, 3. März 2018 in Bafoussam (kamerunischer Rekord)
- Dreisprung: 14,16 m, 12. Juli 2015 in Yaoundé